# Lôzane bouge
Lôzane Bouge (et non Lausanne bouge qui serait pourtant l'orthographe correcte) est le nom que s'est donné le mouvement de revendications sociales des jeunes en ville de Lausanne (Suisse) au cours des années 1980 et 1981.

## Histoire
Le mouvement, composé principalement de jeunes gens âgés entre 15 et 25 ans, conteste au moyen de manifestations le futur qui leur est préparé, la course au profit, la construction de centrales nucléaires, la discrimination des homosexuels et, d'une manière plus générale, affirme son désenchantement face à une société dans laquelle ils pensent ne pas avoir leur place. La revendication principale du mouvement consiste en un « espace autogéré » au sein duquel iles jeunes pourraient expérimenter une forme de vie alternative et libertaire. 
Les manifestations sont pour la plupart réprimées fermement  par la municipalité de l'époque à la tête de laquelle se trouve le futur conseiller fédéral Jean-Pascal Delamuraz. On assiste dans les rues de la ville à de véritables scènes de guérilla urbaine, avec barricades, gaz lacrymogènes et violences policières,. 
Ce mouvement s'inscrit dans le contexte plus large de la révolte de la jeunesse en Suisse dans les années 1980 qui a touché la plupart des villes du pays, dont Zurich, Bâle, Bülach, Saint-Gall, Winterthour, Lucerne, Zoug et Berne qui connaissent aussi des affrontements entre autorités, police et manifestants. 
Le mouvement publie deux numéros d'une revue intitulée Secousse sismique, présentant un panorama des revendications, moyens d'actions, rêves et utopies de la jeunesse d'alors qui « aspirait à la liberté avant toute chose »[réf. nécessaire].

## Chronologie
- 28 juin 1980 : Lors de la Fête de Lausanne, environ deux cents jeunes manifestent en solidarité avec les jeunes zurichois, le film tourné lors des émeutes de l’opéra et interdit par le chef de l’instruction publique zurichoise Alfred Gilgen est montré.

- 27 septembre : une manifestation rassemble 300 jeunes en écho aux manifestations de Zurich et pour demander un centre autonome. Des déprédations sont commises aux alentours du Comptoir suisse, la police fait usage de gaz lacrymogènes et de matraques. Le mouvement prend le nom "Lôzane Bouge"[5].

- 29 septembre : nouvelle manifestation de jeunes demandant un centre autonome, le droit de manifester sans autorisation, la liberté d'affichage et l'abandon des poursuites contre les personnes arrêtées l'avant-veille[6].

- 4 octobre : malgré des ébauches de discussion entre les autorités et les jeunes durant la semaine, une nouvelle manifestation dégénère en affrontements violents entre quelques centaines de jeunes et la police[7].

- 5 octobre : 150 jeunes créent un comité juridique pour répliquer aux violences policières et réaffirmer les revendications du mouvement[8]. Ils sont épaulés par un comité de soutien comprenant en particulier des personnalités d’extrême-gauche telles qu’Anne-Catherine Menétrey[9].

- 11 octobre : 200 jeunes du mouvement Lôzane bouge défilent à nouveau, pour ne pas être accusée de provocation, la police ne se montre pas, la manifestation se déroule essentiellement dans le calme[10].

- 18 octobre : une tentative d’occupation de locaux de l’EPFL pour y instituer un centre de jeunesse autonome tourne court après l’intervention de la police. Une centaine de manifestants et la police s’affrontent ensuite dans le centre-ville, un journaliste est brutalisé par la police[11].

- 25 octobre : Lausanne connaît son premier samedi calme depuis un mois. Réunis en assemblée, environ 300 jeunes y rédigent une lettre à l’attention de la Municipalité demandant l’abandon des poursuites contre les jeunes appréhendés et la mise à disposition d’un lieu de rencontre couvert de 500 places[12].

- 8 novembre : une manifestation autorisée, organisée par le comité de soutien au mouvement « Lôzane bouge » intégrant des représentants des partis de gauche, des syndicats et d’associations, réunit un millier de personnes sur la place de la Palud. Après la dispersion de la manifestation, des échauffourées reprennent et débouchent sur une soixantaine d’arrestations[13]. Ces dérives entrainent des dissensions au sein du mouvement.

- 24 janvier 1981 : à l’occasion de l’anniversaire de l’indépendance vaudoise, 200 jeunes manifestent pour réclamer le libre accès à tous les espaces publics de la ville[14]. Déprédations.

- 28 février : occupation d'une maison dans le quartier du Rôtillon pour en faire un centre autonome. Deux autres tentatives d’occupation sont empêchées par la police[15].

- 29 avril : au conseil municipal lausannois, la municipalité annonce la mise à disposition permanente de locaux à Saint-Martin pour un centre de jeunesse. Elle annonce également son intention de ne pas poursuivre ses bons offices pour empêcher l’expulsion des occupants des locaux du Rôtillon[16].

- 9 mai : le mouvement Lausanne bouge participe à la fête du cannabis à Vidy qui demande la dépénalisation de l’usage des drogues douces[17].

- 13 juillet 1982 : fermeture définitive du centre autonome de Saint-Martin[18].

- octobre 1982 : le procès de 11 personnes arrêtées dans le cadre du mouvement Lôzane bouge se déroule dans un climat de forte tension et se solde par un sursis général[19], les violences policières y sont également évoquées[20].

## Filmographie
- Fred Hausammann, Bouge !, 2013 - vost - 95'[21]